# Peribea (filla d'Alcàtou)
D'acord amb la mitologia grega, Peribea (en grec antic: Περίβοια, 'Periboia') va ser una filla d'Alcàtous, rei de Mègara.
Es va casar amb Telamó i va ser la mare d'Àiax. Segons una tradició recollida per Pausànias, el seu pare la va enviar a Creta amb els contingents de joves destinats a ser devorats pel Minotaure. Minos es va enamorar d'ella, cosa que va suscitar la indignació de Teseu, que la va rescatar i la va desembarcar a Salamina, on va conèixer el seu marit.